# Manolo Jiménez (football, 1956)
Pour les articles homonymes, voir Manuel Rodríguez, Jiménez et Abalo.
Manuel Enrique Jiménez Abalo, plus connu comme Manolo Jiménez, né le 27 octobre 1956 à Vilagarcía de Arousa (province de Pontevedra, Espagne), est un footballeur international espagnol qui jouait au poste de défenseur avec le Sporting de Gijón.

## Biographie

### Club
Manolo Jiménez joue au Sporting de Gijón entre 1979 et 1991.
En 1991, il rejoint le Real Burgos où il met un terme à sa carrière en 1992.
Il joue un total de 420 matchs en première division.

### Équipe nationale
Manolo est sélectionné une seule fois en équipe d'Espagne.
Avec l'équipe d'Espagne, Manolo Jiménez participe à la Coupe du monde de 1982 organisée dans son pays natal (sans toutefois rentrer en jeu lors de la compétition).